# La Pérouse (cràter)

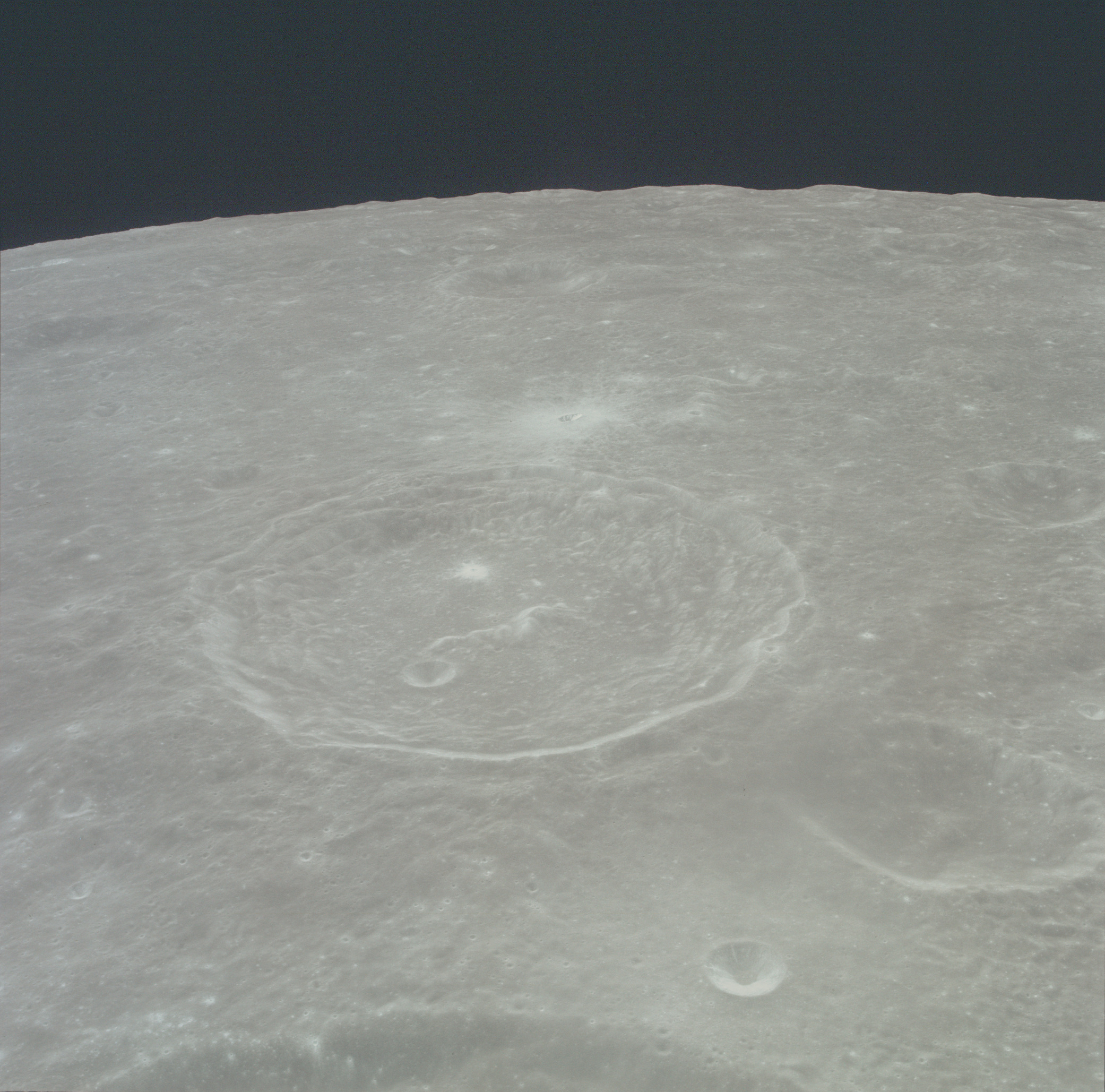
Vista obliqua des de l'Apollo 12, mirant al nord-oest. El petit cràter brillant més enllà de la cresta és La Pérouse A, i més al fons al centre apareix Von Behring

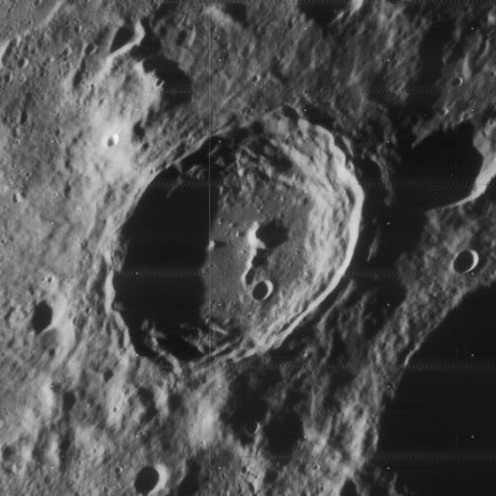
Fotografia de la missió Lunar Orbiter 4 (1967)

La Pérouse és un cràter d'impacte que es troba prop de l'extrem est de la Lluna, al nord-oest del cràter més gran Ansgarius, i a l'est de Kapteyn. Aquest cràter apareix en escorç a causa de la seva ubicació, però la vora és gairebé circular quan es veu des de l'òrbita.
|  |

La vora de la Pérouse no ha estat desgastat significativament per impactes posteriors, i les seves característiques estan ben definides. Una línia de terrasses cobreix la major part de la paret interior, presentant a més una sèrie de petites rampes exteriors. També mostra petites protuberàncies cap al sud-sud-est i sud-sud-oest. Dins del sòl interior es localitza una cresta central una mica allargada cap al sud-est, desplaçada al nord-est del punt mitjà. Un petit cràter marca la part sud-est de la plataforma interior.
El nom del cràter es pot veure escrit de vegades com "La Peyrouse".

## Cràters satèl·lit
Per convenció aquests elements són identificats en els mapes lunars posant la lletra en el costat del punt mitjà del cràter que està més proper a la Pérouse.
|            | \| La Pérouse \| Coordenades \| Diàmetre \| \| ---------- \| ------------------------------------ \| -------- \| \| A \| 9° 18′ S, 74° 42′ E / 9.3°S,74.7°E \| 4 km \| \| D \| 11° 12′ S, 76° 36′ E / 11.2°S,76.6°E \| 7 km \| \| E \| 10° 12′ S, 78° 30′ E / 10.2°S,78.5°E \| 34 km \| |          |
| La Pérouse | Coordenades | Diàmetre |
| A          | 9° 18′ S, 74° 42′ E / 9.3°S,74.7°E | 4 km     |
| D          | 11° 12′ S, 76° 36′ E / 11.2°S,76.6°E | 7 km     |
| E          | 10° 12′ S, 78° 30′ E / 10.2°S,78.5°E | 34 km    |

La Pérouse A està envoltat per una petita zona amb materials ejectats d'albedo superior, resultants de l'impacte que va crear aquest petit cràter. La Pérouse D es troba a l'extrem sud del pic central, i Pérouse E, un cràter de perfil suau, apareix a l'est.ejectado